# Світанківська сільська рада (Рогатинський район)
| Світанківська сільська рада — орган місцевого самоврядування у Рогатинському районі Івано-Франківської області з адміністративним центром у с. Світанок. Водоймища на території, підпорядкованій даній раді: річка Нараївка. Сільській раді підпорядковані населені пункти: - с. Світанок - с. Бойки - с-ще Стефанівка |

## Склад ради
Рада складається з 14 депутатів та голови.

### Керівний склад ради
| ПІБ                       | Основні відомості                                                               | Дата обрання | Дата звільнення |
| ------------------------- | ------------------------------------------------------------------------------- | ------------ | --------------- |
| Тимкович Ярослав Петрович | Сільський голова, 1944 року народження, освіта, безпартійний                    | 26.03.2006   | 31.10.2010      |
| Кулеша Михайло Михайлович | Сільський голова, 1958 року народження, освіта середня спеціальна, безпартійний | 31.10.2010   |                 |

Примітка: таблиця складена за даними джерела